# Саро, Отто
Отто Саро (нем. Otto Saro; 1 февраля 1818, Фридланд (ныне Правдинск), Королевство Пруссия — 5 августа 1888, Германская империя) — прусский юрист, в 1879 или 1880 году ставший прокурором Кёнигсберга. Также был членом Консервативной партии и являлся членом Рейхстага с 1878 года до конца жизни.

## Биография
Отто Карл Саро родился 1 февраля 1818 года в городе Фридланд (ныне Правдинск), Восточная Пруссия, находившемся к юго-востоку от Кёнигсберга, где он окончил гимназию, а затем поступил в университет на медицинский факультет. Затем стал изучать юриспруденцию. В 1834 или 1835 году присоединился к корпусу Мазовия. В 1842 году окончил университет.
В 1842 году он был назначен испытательным судьей в Мариенвердере (ныне Квидзын). С 1843 года он работал судьей в Западно-прусском окружном суде в Конице (ныне Хойнице). В 1849 году он стал окружным прокурором в Грауденце (ныне Грудзёндз), заняв ту же должность в Кёнигсберге в 1855 году. В 1858 году он был назначен главным прокурором в Инстербурге (ныне Черняховск). Он вернулся в Кенигсберг в 1870 году и занял ту же должность.